# والتر اکونیا
والتر اکونیا (انگلیسی: Walter Acuña؛ زادهٔ ۴ مارس ۱۹۹۲) بازیکن فوتبال اهل آرژانتین است.
از باشگاه‌هایی که در آن بازی کرده‌است می‌توان به باشگاه فوتبال روساریو سنترال اشاره کرد.